# Nastro d'argento al migliore film in 3D
Il Nastro d'argento al migliore film in 3D è stato un riconoscimento cinematografico italiano assegnato dal Sindacato Nazionale Giornalisti Cinematografici Italiani nel 2010.

## Albo d'oro
I vincitori sono indicati in grassetto, a seguire gli altri candidati.
- 2010: Avatar, regia di James Cameron
  - Alice in Wonderland, regia di Tim Burton
  - Up, regia di Pete Docter e Bob Peterson